# 26455 Priyamshah
26455 Priyamshah è un asteroide della fascia principale. Scoperto nel 2000, presenta un'orbita caratterizzata da un semiasse maggiore pari a 2,7050447 UA e da un'eccentricità di 0,0416496, inclinata di 3,73045° rispetto all'eclittica.